# Strange Darling (film)
Pour plus de détails, voir Fiche technique et Distribution.
Strange Darling, ou Séduire la mort au Québec, est un film d'épouvante américain réalisé par JT Mollner (en) et sorti en 2023.

## Synopsis
Dans le comté rural de Hood River, dans l'Oregon, une femme (« la Dame ») rencontre un homme (« le Démon ») et tous deux se rendent dans un motel local pour une aventure d'une nuit. Avant de louer une chambre, la Dame explique au Démon les risques que prennent les femmes en adoptant un tel comportement et lui demande de répondre s'il est ou non un tueur en série. Après qu'il a répondu par la négative, la dame demande qu'elle et le démon se livrent à un jeu de rôle sadomasochiste hyperréaliste dans lequel il fait semblant d'être un meurtrier et elle sa victime. Après des heures de jeu de rôle, la dame insiste pour qu'ils prennent de la cocaïne avant d'avoir des rapports sexuels, ce que le démon accepte. Lorsque la Dame commence à agir froidement et refuse au Démon d'avoir des relations sexuelles, elle révèle qu'elle lui a en fait administré de la kétamine, qui le rend gravement sédatif.
La Dame — qui est elle-même une tueuse en série prolifique, surnommée « la Dame électrique » par les médias — grave les initiales de son surnom sur la poitrine du Démon. En fouillant dans ses affaires, elle découvre un badge d'agent de la force publique, révélant qu'il est policier. La Dame s'apprête à poignarder le Démon à mort, mais alors qu'il reprend ses esprits, il récupère son pistolet caché et lui tire une balle dans l'oreille. La dame s'enfuit du motel dans une voiture volée après avoir poignardé à mort le réceptionniste, et se fait poursuivre par le démon dans son camion. Sur une route de campagne, il tire sur la voiture, la fait s'écraser et s'enfuir à pied dans les bois.
La Dame tombe sur la ferme de deux hippies excentriques, Frederick et Genevieve, qui la recueillent. Pendant que Geneviève va chercher des médicaments pour la Dame, Frederick tente d'appeler la police, mais la Dame le tue et force Geneviève à sortir. Le Démon arrive sur la propriété avec son fusil. Geneviève saisit l'occasion pour s'enfuir dans les bois, tandis que la Dame se retire dans la ferme et se cache dans un congélateur. Le démon finit par la retrouver, lui tire une balle dans le bras et la menotte au congélateur avant d'appeler son collègue shérif Pete et son adjoint Gale en renfort. La Dame dit au Démon qu'elle a toujours espéré mourir comme Gary Gilmore, et avoue en larmes que, lors de leur précédent rapport sexuel, elle a ressenti un moment d'amour fugace pour lui. Elle l'asperge ensuite avec la bombe aérosol de Geneviève. Une lutte s'engage au cours de laquelle la Dame mord le cou du Démon, lui déchire la veine jugulaire et le fait se vider de son sang. Alors qu'il meurt, elle lui vole son pistolet caché.
Pete et Gale arrivent à la maison et trouvent la Dame menottée au congélateur, le pantalon baissé. Elle affirme que le Démon, sous l'emprise de la cocaïne, l'a enlevée et emmenée à la ferme pour la violer et l'assassiner, sans savoir que la maison était occupée. Pete est sceptique quant à la scène et insiste pour que la police criminelle enquête avant de la libérer, mais Gale le convainc que la dame doit recevoir des soins médicaux immédiats. Alors que les officiers escortent la Dame en voiture vers la ville, Genevieve apparaît sur la route et les interpelle, mais la Dame lui tire dessus avant qu'elle ne puisse expliquer ce qui s'est passé. La Dame oblige ensuite Gale et Pete à lui donner leurs armes avant d'ordonner à Gale de sortir de la voiture. Pete conduit la Dame plus loin sur la route avant qu'elle ne l'oblige à s'arrêter pour qu'elle puisse réfléchir à ce qu'elle va faire. Lorsque Pete lui demande pourquoi elle tue, elle lui répond qu'il lui arrive de « ne pas voir des êtres humains, juste des démons » avant de lui tirer une balle dans la tête.
La Dame trébuche à pied un peu plus loin sur la route, lorsqu'une autre femme au volant d'un camion la prend en charge. Lorsque la dame dégaine son pistolet, la conductrice riposte et tire sur la dame. La conductrice appelle la police depuis son téléphone portable, expliquant qu'elle vient de tirer sur une inconnue en état de légitime défense et qu'elle va l'emmener à l'hôpital local. Alors que la conductrice poursuit sa route, la dame perd lentement connaissance et meurt sur le siège passager.

## Fiche technique
- Titre original : Strange Darling[1]
- Titre québécois : Séduire la mort[2],[3]
- Réalisation : JT Mollner (en)
- Scénario : JT Mollner
- Photographie : Giovanni Ribisi
- Montage : Christopher Robin Bell
- Musique : Craig DeLeon
- Décors : Vanessa Knoll
- Production : Bill Block, Steve Schneider, Roy Lee, Giovanni Ribisi
- Sociétés de production : Miramax, Spooky Pictures/A24 Québec
- Pays de production :  États-Unis
- Langue originale : anglais américain
- Format : couleurs - 2,39:1
- Genre : Film d'épouvante
- Durée : 96 minutes
- Dates de sortie : 
  - États-Unis : 22 septembre 2023 (Fantastic Fest, Austin) ; 23 août 2024 (sortie nationale)
  - Canada : 23 août 2024

## Distribution
- Willa Fitzgerald (VQ : Sofia Blondin) : la Dame
- Kyle Gallner (VQ : Olivier Valiente) : le Démon
- Madisen Beaty (VQ : Juliette Verdier) : Gale
- Bianca Santos : Tanya
- Steven Michael Quezada (VQ : Philippe Mijon) : Pete
- Ed Begley Jr. (VQ : Christian Renault) : Frederick
- Barbara Hershey (VQ : Sylvie Santelli) : Genevieve
- Denise Grayson : Libby
- Eugenia Kuzmina : Beth
- Sheri Foster Blake : le chauffeur
- Andrew Segal : Steve
- Jason Patric (VQ : Éric Bonicatto) : narrateur de crimes(voix)
- Giovanni Ribisi (VQ : Michaël Cermeno) : Art Pallone (voix)

## Distinctions

### Sélections
- Reims Polar 2025 : sélection dans la catégorie Sang neuf